# Nézel
Nézel és un municipi francès, situat al departament d'Yvelines i a la regió de Illa de França. L'any 2007 tenia 944 habitants.
Forma part del cantó d'Aubergenville, del districte de Mantes-la-Jolie i de la Comunitat urbana Grand Paris Seine et Oise.

## Demografia

### Població
El 2007 la població de fet de Nézel era de 944 persones. Hi havia 336 famílies, de les quals 56 eren unipersonals (20 homes vivint sols i 36 dones vivint soles), 104 parelles sense fills, 160 parelles amb fills i 16 famílies monoparentals amb fills.
La població ha evolucionat segons el següent gràfic:
Habitants censats

### Habitatges
El 2007 hi havia 386 habitatges, 343 eren l'habitatge principal de la família, 6 eren segones residències i 37 estaven desocupats. 359 eren cases i 20 eren apartaments. Dels 343 habitatges principals, 295 estaven ocupats pels seus propietaris, 43 estaven llogats i ocupats pels llogaters i 5 estaven cedits a títol gratuït; 6 tenien una cambra, 17 en tenien dues, 59 en tenien tres, 81 en tenien quatre i 180 en tenien cinc o més. 291 habitatges disposaven pel capbaix d'una plaça de pàrquing. A 128 habitatges hi havia un automòbil i a 195 n'hi havia dos o més.

### Piràmide de població
La piràmide de població per edats i sexe el 2009 era:
| Homes | Edats   | Dones |
| ----- | ------- | ----- |
| 0     | 95 o +  | 0     |
| 0     | 90 a 94 | 4     |
| 0     | 85 a 89 | 0     |
| 0     | 80 a 84 | 4     |
| 0     | 75 a 79 | 8     |
| 32    | 70 a 74 | 12    |
| 24    | 65 a 69 | 16    |
| 24    | 60 a 64 | 32    |
| 20    | 55 a 59 | 8     |
| 40    | 50 a 54 | 40    |
| 52    | 45 a 49 | 56    |
| 20    | 40 a 44 | 36    |
| 84    | 35 a 39 | 28    |
| 36    | 30 a 34 | 56    |
| 20    | 25 a 29 | 20    |
| 28    | 20 a 24 | 28    |
| 36    | 15 a 19 | 40    |
| 40    | 10 a 14 | 28    |
| 36    | 5 a 9   | 28    |
| 20    | 0 a 4   | 32    |

## Economia
El 2007 la població en edat de treballar era de 628 persones, 488 eren actives i 140 eren inactives. De les 488 persones actives 459 estaven ocupades (240 homes i 219 dones) i 29 estaven aturades (5 homes i 24 dones). De les 140 persones inactives 47 estaven jubilades, 54 estaven estudiant i 39 estaven classificades com a «altres inactius».

### Ingressos
El 2009 a Nézel hi havia 355 unitats fiscals que integraven 1.000 persones, la mediana anual d'ingressos fiscals per persona era de 23.619 €.

### Activitats econòmiques
Dels 31 establiments que hi havia el 2007, 1 era d'una empresa extractiva, 1 d'una empresa alimentària, 1 d'una empresa de fabricació de material elèctric, 1 d'una empresa de fabricació d'altres productes industrials, 15 d'empreses de construcció, 3 d'empreses de comerç i reparació d'automòbils, 1 d'una empresa de transport, 1 d'una empresa d'hostatgeria i restauració, 1 d'una empresa d'informació i comunicació, 4 d'empreses de serveis, 1 d'una entitat de l'administració pública i 1 d'una empresa classificada com a «altres activitats de serveis».
Dels 16 establiments de servei als particulars que hi havia el 2009, 5 eren paletes, 3 guixaires pintors, 2 fusteries, 3 lampisteries, 2 electricistes i 1 perruqueria.
Dels 2 establiments comercials que hi havia el 2009, 1 era una botiga de més de 120 m² i 1 una botiga de menys de 120 m².
L'any 2000 a Nézel hi havia 7 explotacions agrícoles.

## Equipaments sanitaris i escolars
El 2009 hi havia una escola elemental.

## Poblacions més properes
El següent diagrama mostra les poblacions més properes.